# أجوف الأجنحة
أجوف الأجنحة (الاسم العلمي: Siphlopteryx)، جنس من الذباب من فصيلة ذباب الروث الصغير. تضم نوع واحد فقط، أجوف الأجنحة القطب الجنوبي (Siphlopteryx antarctica).